# Bromus fasciculatus
Bromus fasciculatus là một loài thực vật có hoa trong họ Hòa thảo. Loài này được C.Presl mô tả khoa học đầu tiên năm 1820.